# Naturalizace
Naturalizace je právní a administrativní postup, jímž získává státní příslušnost osoba, která se v daném státě nenarodila. Člověk tímto procesem získá stejná nebo podobná práva jako občan, který se v daném státě narodil. Častým důvodem pro naturalizaci je například sňatek s občanem státu.
Obecně, člověk musí splňovat základní podmínky, které jsou téměř všude stejné. Ty zahrnují například určitou dobu, po kterou člověk musí legálně pobývat na území daného státu; dále se pak jedná o slib, kterým se naturalizovaná osoba zavazuje dodržovat zákony daného státu. Někdy se přidává i slib, kterým naturalizovaná osoba přísahá věrnost vlajce daného státu apod. V některých státech, které nemají v zákonech tzv. „dvojí občanství“ (bipolitismus), je rovněž vyžadováno, aby naturalizovaná osoba předložila důkaz o tom, že se vzdala svého původního občanství. Nicméně tato podmínka je někdy odpuštěna osobám, pro které je těžké se zříct svého původního občanství, nebo jim bylo odebráno. Do této kategorie patří uprchlíci, osoby bez státní příslušnosti atd.
Naturalizace bývá založená na dvou principiálních právech: ius soli („právo místa“) a ius sanguinis („právo krve“), nicméně ve většině států se používá kombinace obou dvou těchto práv.
Během postupné globalizace ve 20. století a také kvůli mnoha válkám se uprchlíci začali dělit do několika kategorií: političtí, ekonomičtí, váleční atd.
| Stát | Roční míra naturalizace v přepočtu na 100 osob |
| ---- | ---------------------------------------------- |
| SK   | 0.4                                            |
| LV   | 0.7                                            |
| AT   | 0.7                                            |
| LT   | 0.8                                            |
| EE   | 0.8                                            |
| SI   | 1.1                                            |
| DK   | 1.2                                            |
| CZ   | 1.2                                            |
| MT   | 1.3                                            |
| LU   | 1.3                                            |
| CY   | 1.4                                            |
| BE   | 1.5                                            |
| DE   | 1.6                                            |
| BG   | 1.7                                            |
| HR   | 2.2                                            |
| EL   | 2.4                                            |
| UK   | 2.5                                            |
| FR   | 2.5                                            |
| IT   | 2.6                                            |
| RO   | 3.3                                            |
| IE   | 3.9                                            |
| PL   | 4.0                                            |
| FI   | 4.0                                            |
| ES   | 4.4                                            |
| NL   | 4.4                                            |
| PT   | 5.3                                            |
| HU   | 6.2                                            |
| SE   | 6.3                                            |
| EU   | 2.8                                            |

## Naturalizační zákony jednotlivých zemí
[zdroj⁠?!]
Evropa
| Evropská unie - Rakousko - Belgie - Bulharsko - Velká Británie - Kypr - Česko - Dánsko - Estonsko | - Nizozemsko - Finsko - Francie - Německo - Řecko - Maďarsko - Irsko - Itálie | - Lotyšsko - Litva - Lucembursko - Malta - Polsko - Portugalsko - Rumunsko - Slovensko | - Slovinsko - Španělsko - Švédsko - Evropská unie |
| Nečlenské země Evropské unie - Bělorusko - Island - Norsko                                        | - Rusko - Srbsko - Švýcarsko                                                  |                                                                                        |                                                   |